# Đệ Nhất Đế chế Pháp
Đệ Nhất đế chế, hay chế độ Napoleon, tên chính thức Cộng hòa Pháp, sau đó là Đế quốc Pháp (tiếng Pháp: Empire Français; tiếng Latinh: Imperium Francicum) là một chế độ chính trị trong lịch sử nước Pháp, do Napoléon Bonaparte lập ra, để thay thế cho chế độ tổng tài trước đó(Consulat). Đệ Nhất đế chế bắt đầu từ ngày 18 tháng 5 năm 1804 - khi có quyết nghị của thượng viện (Sénatus-consulte) tuyên bố tôn Napoléon Bonaparte lên làm hoàng đế nước Pháp và kết thúc vào ngày 6 tháng 4 năm 1814, khi Napoléon thoái vị và phải đi đày sang đảo Elba.
Mặc dù Pháp đã thành lập một đế chế thuộc địa ở nước ngoài từ đầu thế kỷ 17, nhà nước Pháp vẫn là một vương quốc dưới quyền nhà Bourbons và là một nước cộng hòa sau Cách mạng Pháp. Các nhà sử học gọi chế độ của Napoléon là Đế chế thứ nhất để phân biệt với Đế chế thứ hai theo chủ nghĩa phục hưng (1852–1870) do cháu trai ông là Napoléon III cai trị.
Napoléon trở thành Hoàng đế Pháp vào ngày 18 tháng 5 năm 1804. Ông lên ngôi Hoàng đế vào ngày 2 tháng 12 năm 1804, chấm dứt thời kỳ tồn tại của Chế độ tổng tài Pháp. Bất chấp việc ông đăng quang, bang này vẫn tiếp tục được gọi chính thức là "Cộng hòa Pháp" cho đến tháng 10 năm 1808. Đế Chế đã giành được những chiến thắng quân sự sớm trong Chiến tranh Liên minh thứ Ba chống lại Áo, Phổ, Nga, Bồ Đào Nha và các quốc gia đồng minh. Sự thống trị của Pháp được tái khẳng định trong Chiến tranh Liên minh thứ tư, tại Trận Jenanăm 1806 và Trận Friedland năm 1807, trước thất bại cuối cùng của Napoléon tại Trận Waterloo năm 1815.
Các cuộc chiến tranh tiếp theo, được gọi là Chiến tranh Napoléon, đã phát triển nước Pháp trên phần lớn Tây Âu và vào Ba Lan. Vào thời điểm lớn nhất vào năm 1812, Đế chế Pháp có 130 căn cứ, cai trị hơn 44 triệu người và có một quân đội lớn ở Đức, Ý, Tây Ban Nha và Công quốc Warsaw. Sự ra đời của Bộ luật Dân sự Pháp thông qua lục địa gia tăng sự bình đẳng pháp lý, tạo ra các hệ thống bồi thẩm đoàn và ly hôn hợp pháp hóa.
Napoléon thoái vị vào ngày 11 tháng 4 năm 1814. Đế quốc được đưa trở lại trong thời gian Trăm ngày vào năm 1815 cho đến khi thất bại của Napoléon trong trận Waterloo, đánh dấu sự chấm dứt của Đệ Nhất Đế Chế và khởi đầu của Sự Khôi Phục Vương Triều Bourbon.

## Lịch sử

### Bối cảnh
Thời đó, nước Pháp đã trải qua cuộc Cách mạng, rồi Chế độ Đốc chính (Directoire). Ngày 18 tháng Sương mù, tức ngày 9-11-1799, Napoléon làm một cuộc đảo chính và lập ra Chế độ Tổng tài (Consulat) gồm 3 người cai trị nước Pháp do Napoléon làm Đệ Nhất Tổng tài (Premier consul), cùng với Emmanuel-Joseph Sieyès và Roger Ducos.
Cuộc trưng cầu dân ý (plébiscite) ngày 6-11-1804 đã hợp thức hóa việc chuyển sang Đệ Nhất Đế chế. Thượng viện công bố nghị quyết tôn Napoléon lên làm hoàng đế nước Pháp từ ngày 18-5-1804. Napoléon Bonaparte được Giáo hoàng Piô VII làm lễ phong vương tại Nhà thờ Đức Bà Paris ngày 2-12-1804 với danh hiệu Napoléon đệ Nhất. Tuy nhiên, khi đội vương miện thì chính Napoléon đã giật lấy từ tay giáo hoàng và tự đội lên đầu mình.

### Từ chính phủ cai trị đến đế chế
Năm 1799, Napoléon Bonaparte được bổ nhiệm làm Hoàng đế. Nền cộng hòa dưới thời Napoléon Bonaparte trở nên thịnh vượng trở lại. Là người đứng đầu nhà nước, ông tự coi mình là một "người nổi tiếng" mà nền cộng hòa có thể tin tưởng. Vào tháng 2 năm 1804, hoàng gia Georges Cadoudal đã lên kế hoạch cho một âm mưu. Để tránh sự phục hồi của chế độ quân chủ, vào ngày 27 tháng 3 năm 1804, Thượng viện đã không ngần ngại đề xuất với Napoléon Bonaparte để chuyển chính quyền.
Vào ngày 18 tháng 5 năm 1804, một "sắc lệnh thượng viện" đã trao lại chính phủ Cộng hòa cho lãnh sự chính và trao cho ông danh hiệu "Hoàng đế Pháp". Vào ngày 6 tháng 11 năm 1804, kết quả cuối cùng của cuộc trưng cầu dân ý đã được công bố: 3,572 triệu phiếu ủng hộ và 2572 phiếu chống. Nghị định Thượng viện này đã được thông qua. Hiến pháp thứ XII (Hiến pháp năm 1804) đã thành lập Đế quốc Pháp. Sắc lệnh của Thượng viện này đã trao lại chính phủ Cộng hòa cho một hoàng đế cha truyền con nối, cũng như những đứa con của ông được sinh ra ngoài giá thú, những đứa con được sinh ra từ giá thú, và nhận con nuôi, nhưng không bao gồm những đứa con được sinh ra ngoài giá thú, kể cả anh em của ông. Con cháu của Joseph Bonaparte và Louis Bonaparte, nhưng không phải là hậu duệ của Lucien Bonaparte và Jérôme Bonaparte (vì họ đã kết hôn với những người có địa vị xã hội thấp).
Đệ Nhất Cộng hòa đã không giải thể ngay lập tức: nó tiếp tục một thời gian về việc đánh số các tài liệu chính thức của chế độ mới, nó cũng xuất hiện trong lời thề của sự đăng quang của hoàng đế (ngày 2 tháng 12 năm 1804), nó cũng tồn tại trong luật chính thức Về biểu hiện (cho đến tháng 7 năm 1807) và trên các tài liệu dân sự khác nhau của người dân thường (cho đến cuối năm 1805) và trên đồng tiền (Franc vàng cho đến năm 1808). Nghị định Thượng viện ngày 19 tháng 8 năm 1807 đã bãi bỏ ủy ban đánh giá dự luật, đồng thời sửa đổi Hiến pháp thứ XII, thành lập chính phủ. Trước đây, đoạn mở đầu của các đạo luật được ban hành là: "Napoléon, bởi ân sủng của Chúa và Hiến pháp Cộng hòa, Hoàng đế của Pháp, từ cuộc sống này đến mãi mãi, sẽ có phước lành vĩnh cửu". Sau năm 1807, nó đã trở thành một phát biểu: "Napoléon, từ ân sủng của Thiên Chúa và Hiến pháp, Hoàng đế của người Pháp, vua của Ý và bảo hộ của Liên bang Rhein, từ đời này mãi mãi". Đế quốc Pháp trở thành trung tâm của hệ thống chính trị Châu Âu lục địa với nhiều chư hầu, và dưới sự cai trị của một người, ông có quyền lực tối cao - Napoléon.

### Sự khởi đầu của đế chế (1804)
Vào ngày 25 tháng 5 năm 1804, Napoléon đã ký một nghị định thành lập chính quyền tỉnh Vendée tại La Roche-sur-Yon, cũng dựa trên một dự án quy hoạch đô thị lớn. Dự luật nhằm loại bỏ sự bất ổn ở Vendée.
Vào ngày 15 tháng 7, Bắc Đẩu Bội tinh đã được trao lần đầu tiên.

#### Đăng quang vào ngày 2 tháng 12 năm 1804

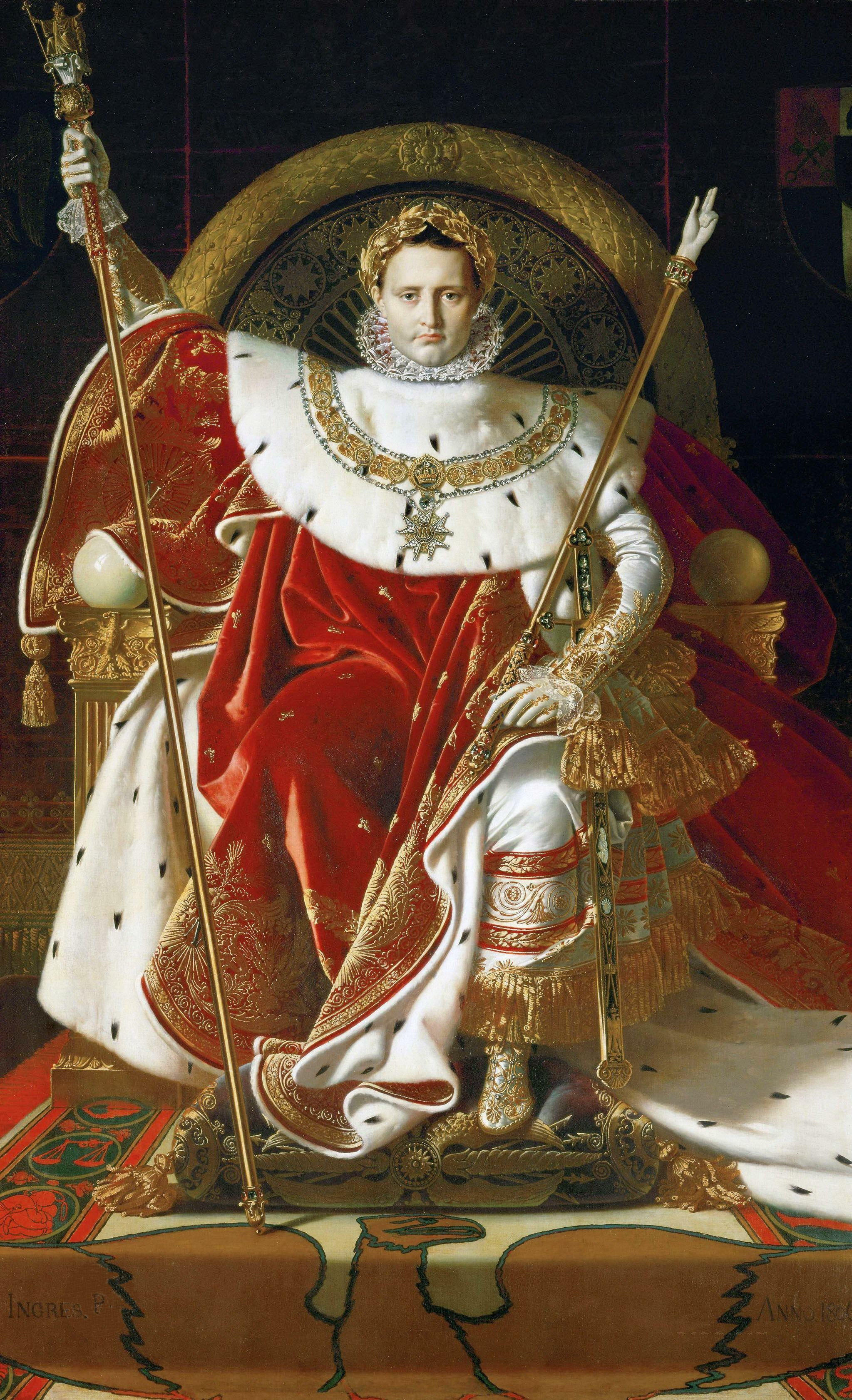
"Napoléon trên ngai hoàng", Tác giả: Jean-Auguste-Dominique Ingres (1806), Bảo tàng Quân đội Paris

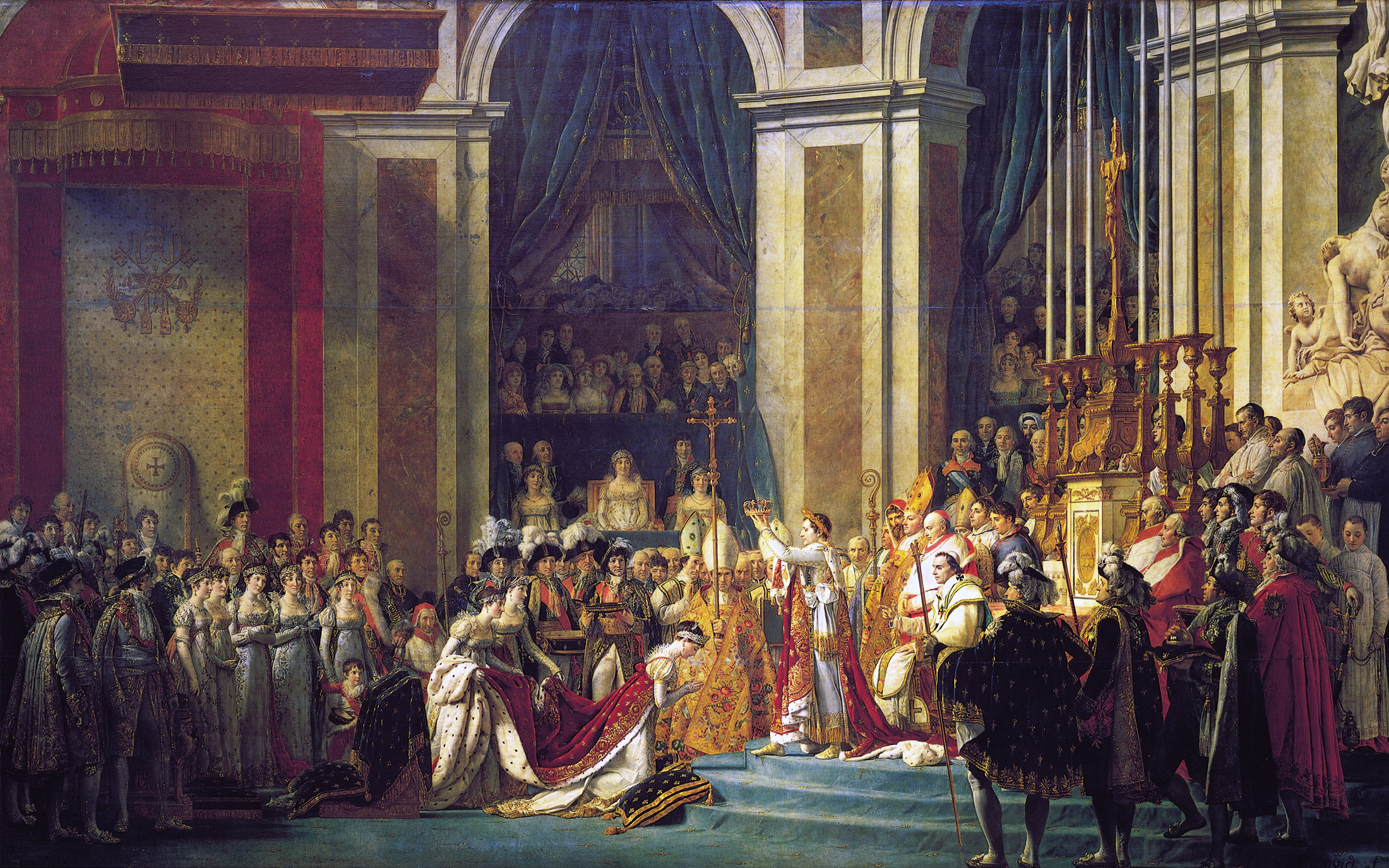
Ngày 2 tháng 12 năm 1804: "Lễ đăng quang của Napoléon" bởi: do David (1807); cảnh này, được David dựng lại từ bản phác thảo của mình, cho thấy khoảnh khắc Napoléon lấy vương miện hoàng gia từ Piô VII để phong cách cho vợ mình, Hoàng hậu Joséphine.

Napoléon I lên ngôi Hoàng đế bởi Giáo hoàng Piô VII tại Nhà thờ Đức Bà. Napoléon thực sự đã được trao vương miện bởi sự tận hiến của Giáo hoàng, bởi vì lễ đăng quang là để bôi dầu thánh, và giáo hoàng đã làm, giống như những người cai trị khác, áp dụng Napoléon với dầu thánh truyền thống trên cơ thể. Do đó, việc Napoléon đeo vương miện trên đầu không liên quan gì đến việc đăng quang, bởi vì vương miện chỉ là biểu tượng của sức mạnh đế quốc và không khác gì thánh giá và thánh kiếm.
Hoàng đế không phải là một người đam mê tôn giáo. Ông không nhận Bí tích Thánh Thể về lễ đăng quang. Chúng ta có thể nhớ sự đăng quang của Hoàng đế Charlemagne, cũng như cách đây rất lâu khi Napoléon đặt vương miện trên đầu. Sau đó, ông đăng quang vợ Josephine. Thế là Josephine trở thành nữ hoàng. Cảnh này được ghi lại bởi bức tranh bộ ngànhn dầu nổi tiếng "Sự đăng quang của Napoléon" của họa sĩ Jacques-Louis David.
Sự đăng quang của đế chế có đầy đủ các biểu tượng. Việc chuyển từ chế độ cộng hòa sang đế chế đòi hỏi phải có huy hiệu của đế chế và một số biểu tượng biểu tượng mới để thiết lập một truyền thống chưa từng có. Napoléon tự coi mình là người đạt được sự thống nhất, và ông quyết định kết hợp các biểu tượng của người Pháp trước đây và biểu tượng của quyền lực châu Âu bây giờ.
Con ong được cho là phản ánh triều đại Merowinger, và bố cục của nó trên huy hiệu và áo choàng của Đế chế gợi nhớ đến hoa loa kèn của triều đại Kapetinger. Bàn tay công lý đã được sử dụng trong lễ đăng quang của vương triều Kapetinger, lần này để cho thấy rằng đế chế được thừa hưởng sức mạnh của vương triều Kapetinger. Sau triều đại Merovingian, triều đại Carolus và Kapetinger, Napoléon muốn chứng minh rằng ông là người sáng lập ra "triều đại thứ tư" - triều đại Bonaparte. Các biểu tượng khác được sử dụng trong lễ đăng quang đều là đạo đức. Do đó, Napoléon đã giữ thánh giá của Charlemagne và đeo vương miện của Charlemagne. Kiếm và vương trượng của ông cũng được cho là "Hoàng đế Charlemagne": thực tế, chúng đã được sử dụng trong nhiều thế kỷ trong các lễ đăng quang của các triều đại Valois và Bourbon.
Huy hiệu cũng có hoa văn đại bàng, trong đó đề cập đến đại bàng của Bắc Đẩu La Mã. Đồng thời, đại bàng cũng là biểu tượng của Hoàng đế Charlemagne. Màu đỏ của áo choàng hoàng gia trực tiếp tham chiếu màu tím của Đế quốc La Mã. Theo cách này, Napoléon đã hóa trang thành người thừa kế của Đế quốc La Mã và Charlemagne.
Lời thề của Napoléon I tại lễ đăng quang:
"Tôi thề sẽ bảo vệ sự toàn vẹn lãnh thổ cộng hòa, tuân thủ và đảm bảo các thỏa thuận và quyền tự do tín ngưỡng giáo hội; tuân thủ và bảo đảm quyền bình đẳng, tự do chính trị và dân sự, để duy trì hiện trạng tài sản của nhà thờ được bán, không tăng thuế, chỉ tăng thuế theo luật pháp; Bảo vệ Bắc Đẩu Bội tinh, coi lợi ích, hạnh phúc và danh dự của nhân dân Pháp là tiêu chí duy nhất để quản cai trị Pháp".

Trong mắt người dân, Napoléon trở thành nguyên thủ quốc gia: ông đại diện cho sự đồng thuận chính trị đạt được giữa một quốc gia và một vị quân vương được chọn và che chở bởi ân sủng của Chúa. Tuy nhiên, ở nước ngoài, ông được coi là người kế thừa cuộc cách mạng và về cơ bản là đối lập với chế độ quân chủ. Sự mơ hồ này rõ ràng đã trở thành một điểm yếu của chế độ mới.

## Các cuộc chiến tranh thời Đệ Nhất đế chế
Tiếp theo cuộc chiến tranh với một số vương quốc ở châu Âu trong Liên minh thứ nhất từ thời Cách mạng, rồi sau đó với Liên minh thứ hai, nên ngay từ ngày đầu, Đệ Nhất đế chế đã phải đương đầu với Chiến tranh Liên minh thứ ba. Chiến thắng quyết định của Napoléon trong trận Austerlitz đã chỉ có thể làm giảm sự đe dọa đó trong một thời gian ngắn.
Năm 1806, Đại quân Pháp đã khuất phục được nước Phổ trước khi vào Ba Lan, và cuối cùng đánh bại Nga trong trận Friedland (nay là Pravdinsk, Nga) ngày 14-6-1807. Trên nền tảng này Napoléon đã buộc Nga phải ký hòa ước Tilsit ngày 7-7-1807, tạm chấm dứt 2 năm chiến tranh liên tục trên lục địa châu Âu.
Việc chen chân của Pháp vào bán đảo Iberia đã gây ra cuộc chiến tranh giành độc lập của Tây Ban Nha, một cuộc chiến tranh tàn bạo, kéo dài xấp xỉ 6 năm (từ 24-5-1808 tới 10-4-1814) làm cho đế quốc Pháp bị suy yếu trầm trọng.
Năm 1809, Pháp lại đánh nhau với Áo trong Chiến tranh Liên minh thứ năm. Pháp thắng và Áo phải ký Hiệp ước Schönbrunn (Viên) ngày 14-10-1809.
Năm 1812, các căng thẳng ngoại giao với Nga, khiến Pháp xâm lấn Nga. Đây là thảm họa cho Napoléon và Đế chế, vì hao tổn rất nhiều quân sĩ trong các trận chiến và dịch bệnh, đói rét
Năm 1813, trận chiến với Liên minh thứ sáu khiến Pháp bị đuổi ra khỏi Đức và ngày 6.4.1814 hoàng đế Napoléon phải thoái vị, chịu đi đày ở đảo Elba (Ý)
Tiếp theo Đệ Nhất đế chế là Thời Phục hưng thứ nhất (Première Restauration) ngắn ngủi của vương triều Bourbon từ 6-4-1814 tới 20-3-1815. Napoléon mưu toan trốn khỏi đảo Elba, quay về Pháp lấy lại quyền hành từ tay vua Louis XVIII, đây là Thời kỳ 100 ngày, từ 20-3-1815 tới 22-6-1815. Napoléon lại đối đầu với Liên minh thứ bảy và cuộc đại bại của quân Pháp trong Trận Waterloo đã chấm dứt hẳn những gì còn sót lại của Đệ Nhất đế chế. Trở về Pháp 3 ngày sau, hoàng đế Napoléon đệ Nhất lại phải thoái vị lần thứ hai và bị đưa đi đày ở đảo Saint Helena trên Đại Tây Dương cho tới chết.
Vào thời cực thịnh (1812), Đế quốc Pháp có 130 tỉnh (Départements), cai trị trên 44 triệu dân, có các đội quân trú đóng ở các nước Ý, Đức, Tây Ban Nha và Công quốc Warszawa (Ba Lan ngày nay).
Đế chế cũng mang đậm nét bành trướng bá quyền (xâm lấn nhiều nước châu Âu) và gia đình trị. Các anh em, họ hàng của hoàng đế Napoléon Đệ Nhất được phong làm vua ở một số nước châu Âu.

### Sự mở rộng của đế chế
Napoléon Bonaparte đã biến đế chế thành một cường quốc châu Âu thông qua chiến thắng và liên minh quân sự. Đế chế bao phủ gần như toàn bộ lục địa châu Âu. Với sự hỗ trợ về quân sự và tài chính của Anh, các quốc vương châu Âu đã tổ chức các liên minh chống Pháp hết lần này đến lần khác, nhưng tất cả đều bị Napoléon nghiền nát.
Năm 1805, với sự hỗ trợ của Vương quốc Ireland, Đế quốc Nga và Đế quốc Áo đã thành lập Liên minh thứ Ba. Đối mặt với liên minh Pháp thứ Ba, Napoléon bắt đầu cuộc chiến tranh Áo đầu tiên. Bảy đội quân của Napoléon đã vượt qua Áo, băng qua Sông Rhine và gặp Đức. Hoàng đế Napoléon bao vây kẻ thù Karl Mack ở Ulm. Vào ngày 19 tháng 10, Mack đã đầu hàng. Đó là một chiến thắng rực rỡ cho Napoléon, tuy nhiên, ông cũng phải đối mặt với Quân đội Nga của Mikhail Kutuzov và Quân đội Áo khác.
Biết được tin về thất bại của Ulm, Đại công tước Karl của Teschen đã buộc phải trở về Viên. Quân đội lớn của Napoléon đã vào Morava, nhưng điều này không ngăn cản quân đội của Kutuzov gia nhập lực lượng với lực lượng của Aleksandr I và Franz II tại trận Austerlitz.
Để giành chiến thắng, Napoléon I có ý định khiến kẻ thù của mình lầm tưởng rằng quân đội của mình quá yếu, để họ có thể phát động một cuộc tấn công liều lĩnh. Vì vậy, ông đã thực hiện rất nhiều mánh khóe (rút lui với một chút liên lạc, yêu cầu hai hoàng đế khác chấp nhận yêu cầu đàm phán của họ,...). Theo cách này, kẻ thù nghĩ rằng Napoléon chỉ có 40.000 người. Kutuzov không bị lừa, nhưng các tướng trẻ muốn thể hiện trước mặt hoàng đế của họ, và họ đã chạy vào bẫy của Napoléon.
Vào ngày 2 tháng 12 năm 1805, trong trận Austerlitz, mặc dù có sức mạnh kém hơn, Napoléon I và 73.000 binh sĩ của ông vẫn giành chiến thắng trước 85000 quân Nga-Áo. Chiến thuật của ông được coi là một kiệt tác quân sự thành công.
Vào ngày 26 tháng 12, Áo đã ký Hiệp ước hòa bình Presburg. Bằng cách này, Pháp có thể tổ chức lại Đức theo ý muốn: Napoléon I đã thành lập Liên bang Rhein, có hiệu lực giải tán Đế quốc La Mã Thần thánh. Cuối cùng, Áo cần phải trả 40 triệu bang hội, đây là một phần bảy thu nhập quốc dân.
Phổ đã không chấp nhận rằng quyền bá chủ của Pháp mở rộng đến biên giới của chính mình thông qua Liên minh sông băng. Trong Nga và Vương quốc Anh dưới sự thúc đẩy, ngày 09 tháng 8 năm 1806, Friedrich Wilhelm III ban hành lệnh huy động, sẵn sàng để đi đến chiến tranh chống Pháp.
Vào tháng 10 năm 1806, Phổ, Anh, Đế quốc Nga, Sachsen và Thụy Điển đã thành lập Chiến tranh Liên minh thứ Tư.
Vì vậy Napoléon phải chuẩn bị cho một cuộc chiến mới. Anh ta tập trung quân đội của mình trên sông Rhine và vào ngày 25 tháng 9, anh ta đã phát động một cuộc tấn công vào Sachsen với sức mạnh khoảng 160.000 (sức mạnh khi khởi hành, tăng lên trong trận chiến). Trận chiến đầu tiên diễn ra tại Trận Saalfeld, trong đó Hoàng tử Louis Ferdinand của Phổ bị giết.
Sự tiến bộ của quân đội Pháp rất nhanh chóng, điều này cho họ khả năng tiêu diệt 250.000 quân tại Phổ. Đây thực sự là trường hợp, khi Napoléon và Nguyên soái Louis Nicolas Davout đánh bại quân đội Phổ trong Trận Jena và Elst vào ngày 14 tháng 10 năm 1806. Vào ngày này, quân đội Phổ đã mất khoảng 43.000 người và tất cả pháo binh. Những thất bại này đã khiến người Phổ rơi vào hỗn loạn. Vì vậy, chúng tôi đã thấy rằng vào ngày 29 tháng 10, 500 Hussar của Pháp, dưới sự chỉ huy của Tướng Antoine Lasalle, đã chiếm giữ Szczecin một mình và không gặp phải sự kháng cự nào và Quân đội Phổ ngừng tồn tại.
Vào ngày 27 tháng 10, Napoléon đã dẫn dắt "Đội quân vĩ đại" của mình vào Berlin ở vị trí hàng đầu. Từ tấn công Phổ đến khi vào Berlin, Napoléon chỉ mất mười chín ngày.
Vào ngày 21 tháng 11 năm 1806, Napoléon I đã ra lệnh phong tỏa lục địa Anh.
Sau khi đánh bại quân Phổ, Napoléon đã quyết định xâm chiếm Ba Lan do quân Phổ chiếm đóng trước khi Quân đội Nga đến.
Phân vùng mới nhất của Ba Lan xảy ra cách đây 11 năm, lúc đó binh lính của Napoléon được chào đón như những người giải phóng ở tất cả các thành phố và trong tất cả các trận chiến. Đặc biệt trong số họ là cựu lính Đông-Ý-Ba Lan. Cuộc nổi dậy của các tỉnh Ba Lan chống lại quân chiếm đóng Phổ và Nga đã cung cấp 30.000 người cho Napoléon.
Trước Warszawa, Nga nao núng, và họ từ chối tham chiến. Joachim Murat chiếm giữ vùng ngoại vi thủ đô Ba Lan. Vào ngày 19 tháng 12, Napoléon đến Warszawa. Napoléon chắc chắn đã trải qua mùa đông ở Ba Lan, vì vậy ông đã dành toàn bộ tháng 1 năm 1807 tại Warszawa. Tại đây, anh đã gặp Mary Valevska. Trên thực tế, quân đội Pháp cần nghỉ ngơi, và họ không thể gặp quân đội Nga ngay lập tức. Do đó, quân đội Pháp đã đóng cửa trại mùa đông trên Vistula và chờ quân tiếp viện trong nước. May mắn thay, trong ký ức của người Ba Lan, một mùa đông ấm áp như vậy chưa bao giờ ấm áp đến thế. Đối với người Pháp, nhiệt độ ở đây ôn hòa hơn Paris trong mùa này.
Vào cuối tháng 1 năm 1807, tướng Levin August von Bennigsen của Nga đã phát động một cuộc tấn công, buộc Napoléon phải tham gia trận Eylau khốc liệt, không chắc chắn vào ngày 8 tháng 2. Mặc dù tổn thất nặng nề từ cả hai phía, Nga đã chủ động rút lui.
Quân đội Pháp phản công. Vào ngày 10 tháng 6, tại Trận Joachim, kỵ binh của Joachim đã buộc một đội quân nổi dậy của Quân đội Bennigsen một lần nữa. Pháp tích cực theo đuổi và cuối cùng đã giành được chiến thắng quyết định trong trận Friedland vào ngày 14 tháng Sáu. Khái niệm về trận chiến này, từ việc sử dụng quân đội cho đến phán đoán tình hình chiến trường, có thể sánh ngang với trận Austerlitz, là một mô hình. Không có nghi ngờ rằng trận Friedland đánh dấu chiến thắng của quân đội Pháp.
Ngày 07 tháng 7, hai nguyên thủ quốc gia trong Tilsit ký với thành phố đặt tên là " hiệp ước Tilsit." Nga trở thành một đồng minh của Đế quốc Pháp, nhường lại các lãnh thổ Địa Trung Hải của Kotor và Quần đảo Ionia, và tham gia phong tỏa lục địa Anh. Đối với Vương quốc Phổ, đây là một thảm họa: nó đã nhượng lại lãnh thổ phía tây Elbe để thành lập Vương quốc Westfalen và em trai của Napoléon, Jerome sẽ trở thành vua của đất nước mới này. Nó phải nhượng lại vùng đất mà nó chiếm đóng ở Ba Lan để thiết lập Công quốc Warszawa, và nó phải trả những khoản bồi thường chiến tranh khổng lồ. Hoàng đế Napoléon không bao giờ có được sức mạnh to lớn như vậy.
Bắt đầu từ cuối năm 1807, sự can thiệp của Pháp vào Bán đảo Iberia (cuộc xâm lược của Bồ Đào Nha đã buộc nước này phải áp đặt một cuộc phong tỏa lục địa và cuộc khủng hoảng can thiệp vào triều đại Tây Ban Nha) đã gây ra chiến tranh Tây Ban Nha. Đây là một cuộc xung đột đã kéo dài hơn sáu năm và sẽ làm suy yếu nghiêm trọng Đế quốc Pháp.
Hiệp ước Fontainebleau năm 1807 giữa Pháp và Tây Ban Nha cho phép Pháp can thiệp vào Bán đảo Iberia để kiểm soát Bồ Đào Nha: vào ngày 27 tháng 11 năm 1807, vua João VI của Bồ Đào Nha và các cận thần của ông đã giúp đỡ Hạm đội Anh Bị đày đến Brasil. Một vài tháng sau, vào tay quân đội Bồ Đào Nha Pháp đã kiểm soát nhiều thành phố của Tây Ban Nha, ngay sau ngày 2 tháng năm 1808 ở Madrid cuộc nổi dậy, Napoléon ở Bayonne để Carlos IV phải thoái vị, và Carlos IV bỏ rơi mình Kế vị ngai vàng của con trai Fernando VII và anh em của Fernando VII. Hiệp ước Bayonne năm 1808 cho phép Napoléon đưa anh trai Joseph Bonaparte lên ngai vàng Tây Ban Nha. Tuy nhiên, kiểm soát đất nước này là rất khó khăn. Một mặt, đó là cuộc nổi dậy của người dân Tây Ban Nha, đặc biệt là Chiến tranh du kích, mặt khác, chính vì sự can thiệp của Anh mà họ đã trục xuất quân đội Pháp ở Bồ Đào Nha (Hiệp ước Cintra ngày 30 tháng 8 năm 1808). Quân đội Pháp không bao giờ có thể chinh phục Bồ Đào Nha.
Năm 1809, các cuộc đụng độ lại nổ ra giữa Pháp và Áo. Pháp đã đánh bại Liên minh chống Pháp thứ năm trong Trận Wagram và buộc Habsburg phải ký Hiệp ước Schönbrunn

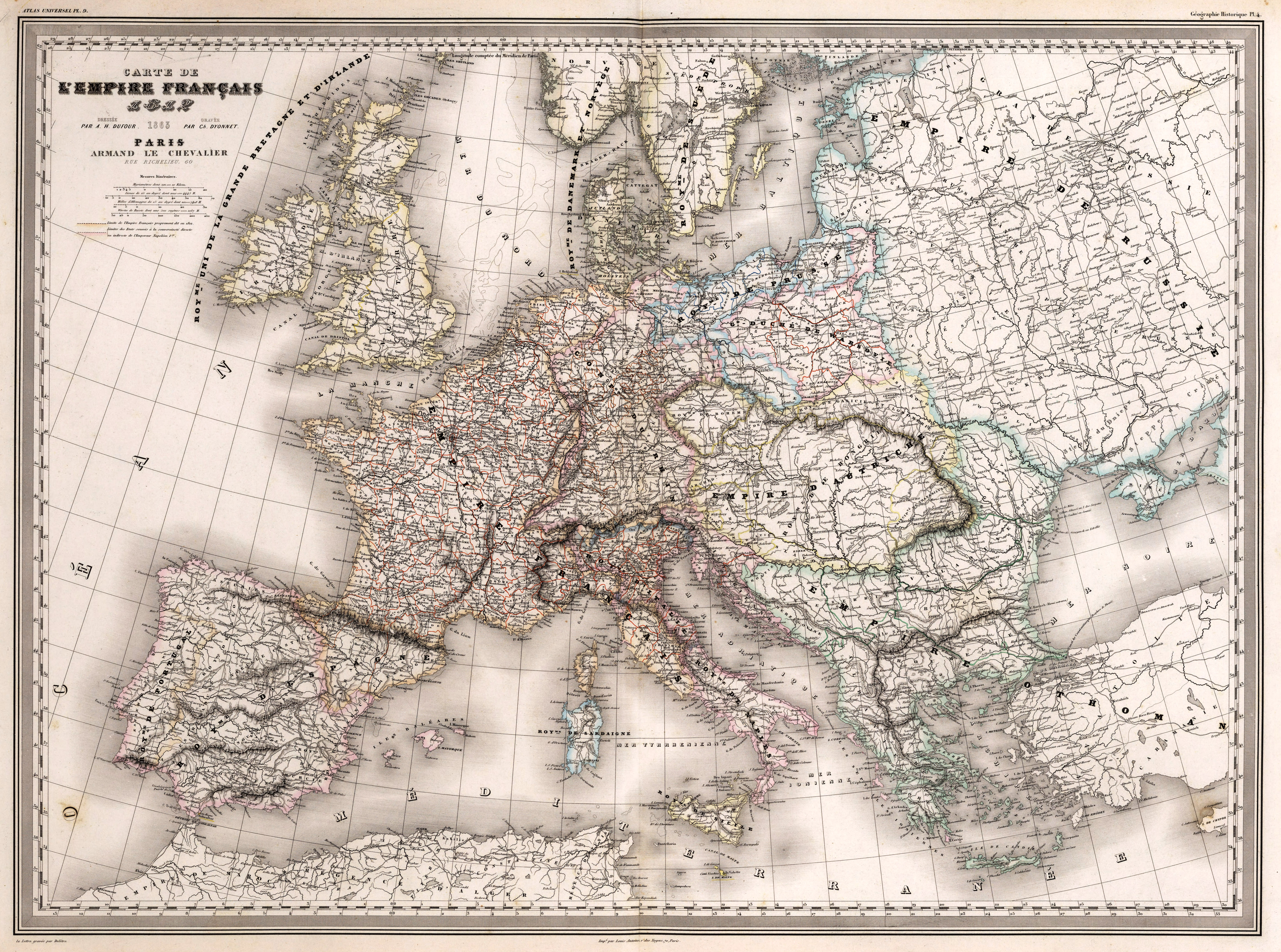
"1812 bản đồ của đế quốc Pháp, thuộc thẩm quyền của 133 tỉnh, trong đó có Vương quốc Tây Ban Nha (1808-1813): Vương quốc Bồ Đào Nha (1805-1814), Vương quốc Ý (1805-1814), Vương quốc Napoli (1806-1815), Liên bang Rhein và Illyria và Illyrian.

.

### Thời kỷ đỉnh cao (1812)

Phân cấp hành chính năm 1812

Vào thời kỳ đỉnh cao năm 1812, Đế quốc Pháp có 130 tỉnh và hơn 44 triệu người. Với sự hỗ trợ của các đồng minh, nó có khả năng sử dụng 600.000 quân chống lại Nga. Nó duy trì sự hiện diện quân sự rộng rãi ở Đức, Ý, Tây Ban Nha và Công quốc Warszawa. Phổ và Áo là đồng minh của họ. Bên cạnh đó, tỉnh Illyria trực thuộc thẩm quyền của đế quốc, mặc dù không phải trong ý nghĩa truyền thống về tình trạng tỉnh (năm 1811 bị bỏ rơi thuộc địa lập kế hoạch cấp tỉnh), trong khi Catalunya lấy được từ Vương quốc Tây Ban Nha vào tháng Giêng năm 1812, Trực tiếp dưới quyền của Hoàng đế Napoléon.

### Sự suy tàn của đế chế (1812–1815)
Vào tháng 2 năm 1808, Murat tiếp quản quân đội Pháp đóng tại Tây Ban Nha để hỗ trợ cuộc xâm lược của Bồ Đào Nha. Nhân dân Madrid rất quan tâm đến hoàng gia Tây Ban Nha được Napoléon triệu tập đến Bayonne. Vào ngày 2 tháng 5, họ đã chiến đấu chống lại Quân đội Pháp (Dos de mayo: Cuộc nổi dậy ngày 2 tháng 5, tiếng Tây Ban Nha). Vì vậy, vào đêm 2 đến 3 tháng 5, Murat đã tiến hành một cuộc đàn áp tàn bạo. Từ năm 1809 đến 1810, cuộc đấu tranh du kích Tây Ban Nha đã do dự. Từ năm 1811 đến 1812, thất bại của Pháp ở Tây Ban Nha đã tăng gấp đôi. Đồng thời, chính sách phong tỏa lục địa và Hiệp ước Tiersett làm gia tăng sự thù địch kinh tế giữa đế quốc Pháp và Nga, và căng thẳng ngoại giao giữa hai nước leo thang hơn nữa.
Vào ngày 24 tháng 6 năm 1812, căng thẳng ngày càng tăng giữa Pháp và Nga đã khiến Napoléon và "Đội quân vĩ đại" của ông xâm chiếm lãnh thổ Nga. "Đội quân vĩ đại" này gồm có các binh sĩ của 20 quốc tịch. Chiến tranh Pháp-Nga là thảm họa đối với Đế quốc Pháp. Nga đã sử dụng chính sách tiêu thổ, phá hủy lương thực và nhà cửa của họ để ngăn chặn binh lính địch lấy thức ăn hoặc nơi trú ẩn. "Bắc Đẩu vĩ đại" gần như bị xóa sổ (600.000 người tại thời điểm khởi hành, và chỉ khoảng 30.000 binh sĩ vẫn có thể chiến đấu khi họ trở về). Vào thời điểm này, các đồng minh cũ của Phổ và Áo, lần lượt vào tháng 2 năm 1813 và Trở thành kẻ thù một lần nữa vào tháng Tám.
Năm 1813, cuộc chiến với Chiến tranh Liên minh thứ Sáu dẫn đến việc các lực lượng đế quốc bị trục xuất khỏi Đức (trận Leipzig ngày 19 tháng 10), chỉ còn lại một vài thành trì. Năm 1814, từ tháng 1 đến tháng 3, "Chiến tranh Pháp" nổ ra và Liên minh chống Pháp xâm chiếm Pháp. Napoléon thoái vị vào ngày 6 tháng 4 năm 1814 và Áo, Phổ và Nga chiếm Pháp.
Triều đại Một trăm ngày từ 20 tháng 3 đến 22 tháng 6 năm 1815 là sự trở lại cuối cùng của Napoléon, kết thúc bằng sự thất bại của Quân đội Pháp tại trận Waterloo (18 tháng 6).

## Đánh giá tương phản
Đế chế muốn, ít nhất là trong sự khởi đầu của nó, người thừa kế của Tổng tài và Cộng hòa. Những chiến thắng của quân đội ông đã xuất khẩu cho các quốc gia bị chinh phục nhiều thành tựu của Cách mạng. Các công lý và cân bằng chuyền nghiêm được bãi bỏ bất cứ nơi nào quân đội Pháp. Đặc quyền quý tộc được loại bỏ trừ Ba Lan. Luật Napoléon đã được giới thiệu ở nhiều nước, đặc biệt là Hà Lan, Đức và Ý, làm cho tất cả mọi người bình đẳng trước pháp luật. Ông thành lập hệ thống bồi thẩm đoàn và hợp pháp hóa việc ly hôn.
Đế chế cũng là lò luyện kim của một quý tộc di truyền mới. Nhân dịp tái phân phối bản đồ châu Âu mà Napoléon đính hôn, gia đình và những người thân của ông nhận được ngai vàng của các quốc gia châu Âu khác nhau, trong khi các cộng tác viên chính của anh ta được trao tặng những danh hiệu được sao chép từ chế độ cũ (Ancien Régime).

## Các thời điểm quan trọng của Đệ Nhất đế chế
- 18-5-1804: Thượng viện công bố Napoléon Bonaparte làm hoàng đế Pháp
- 2-12-1804: Giáo hoàng Piô VII làm lễ đăng quang cho Napoléon tại Nhà thờ Đức Bà Paris
- 2-12-1805: Trận Austerlitz
- 14-10-1806: Trận Jena và Auerstedt
- 21-11-1806: Lập cuộc phong tỏa lục địa
- 7-7-1807: Ký Hòa ước Tilsit với Nga
- 2-5-1808: Bắt đầu chiến tranh với Tây Ban Nha (6 năm)
- 2-4-1810: Napoléon Bonaparte kết hôn với Hoàng nữ Áo Maria Ludovica
- 2-3-1811: Sinh thái tử Napoléon Francois Charles Joseph Bonaparte tức Napoléon II, vua La Mã
- 24-6 đến 30-12-1812: Chiến tranh Pháp-Nga
- 16 đến 19-10-1813: Trận Leipzig
- Tháng 1 đến tháng 3-1814: các trận chiến tại Pháp. Các nước Nga, Áo, Phổ xâm chiếm Pháp
- 6-4-1814: Thoái vị lần đầu của Napoléon I
- 30-5-1814: Hiệp ước Paris I
- 20-3 đến 22-6-1815: Thời kỳ 100 ngày
- 18-6-1815: Trận Waterloo
- 20-11-1815: Hiệp định Paris II

## Quản trị

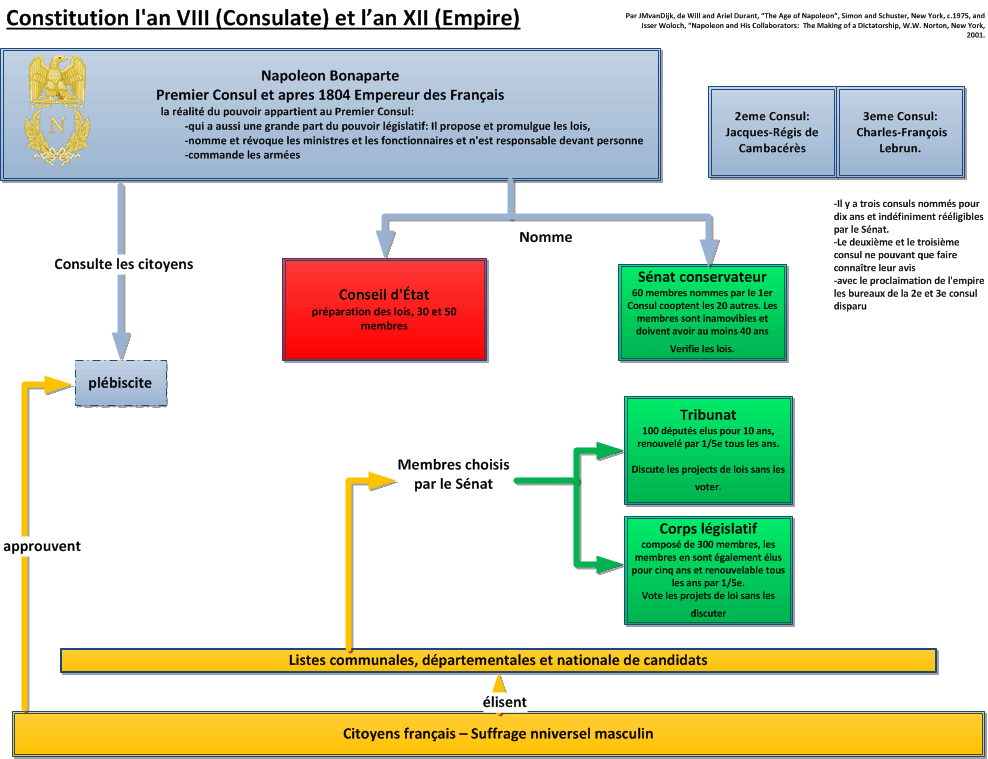
Sơ đồ tổ chức Hiến pháp thứ VIII của Đế chế Pháp

### Chính phủ
Dưới đế chế, mỗi tướng làm việc trực tiếp với Napoléon  I: tất cả quyền lực trong tay. Họ được giảm xuống các đại lý thực thi đơn giản mà không có sáng kiến, công việc của họ là giám sát việc áp dụng luật.
Để giúp các bộ trưởng, tuy nhiên tràn ngập công việc, nó sẽ được tạo ra các chính quyền do các Ủy viên Hội đồng Nhà nước đứng đầu, được gọi là Tổng cục. Sau này gần như tự trị từ các bộ. Do đó, đã được thành lập Tổng cục Bưu chính vào năm 1804, Tổng cục Lâm nghiệp năm 1805, Tổng cục Đánh giá và Lãnh sự quân sự năm 1806, Tổng cục Thực phẩm Chiến tranh năm 1808, Tổng cục Mỏ năm 1810, tham gia Tổng cục được thành lập theo Chế độ Tổng tài.

### Các bộ ngành
Trong thời gian tuyên bố của Đế chế Ngày 18 tháng 5 năm 1804, Pháp có 106 bộ ngành. Ngoài các tỉnh cũ được chia thành tám mươi ba bộ ngành và Comtat Venaissin, nó còn tính các cuộc chinh phạt của Cách mạng Pháp với Bỉ và Luxembourg được chia thành chín bộ ngành, bờ trái sông Rhine được chia thành bốn tỉnh, liên bang Công quốc Savoy, tỉnh Nice và Cộng hòa Genève đưa ra ba bộ phận, trước đây, Piemonte thuộc Vương quốc Sardegna được chia thành sáu bộ ngành.
Các tổ chức địa phương dựa trên một nguyên tắc mới: quản lý là trách nhiệm của một người, cân nhắc trách nhiệm của nhiều người. Tất cả các tác nhân quyền lực hiện được Napoleon bổ nhiệm trong khi một kim tự tháp nắm giữ: bộ, huyện, xã. Đứng đầu bộ, một chỉ thị trưởng, được hỗ trợ bởi một hội đồng chung thảo luận, từ cuối cùng thuộc về quận trưởng. Đối với quận: một quận trưởng nhận lệnh từ quận trưởng và một hội đồng quận. Tiểu ban truyền lệnh của quận cho thị trưởng trong thành phố và hội đồng thành phố. Chính quyền địa phương hoàn toàn nằm trong tay quận trưởng, Chính ông được bổ nhiệm và bãi nhiệm bởi Hoàng đế, người ở Saint Helena đã đặt biệt danh cho họ là "Hoàng đế bộ binh nhỏ". Tất cả mọi thứ thuộc về quận trưởng, người được đánh giá theo tinh thần cộng đồng đang trị vì trong bộ phận của ông, về tình trạng của những con đường và hiệu suất tốt của sự bắt buộc của ông.

### Tỉnh Illyria
Các tỉnh Illyrian được tạo ra bởi sắc lệnh ngày 14 tháng 10 năm 1809 của liên hiệp một số vùng lãnh thổ không đồng nhất (Dalmatia chiếm từ năm 1806, một phần lớn của Croatia, Carniola, Carinthia và một phần của Tyrol). Mục đích của cuộc thôn tính này là làm suy yếu Áo, cấm Trieste khỏi Anh, do đó đóng cửa bất kỳ bờ biển phía đông Adriatic cho các thương nhân người Anh và xử lý các nước Slav chống lại Sa hoàng.
Đất nước này được chia thành mười sau đó vào năm 1811 thành bảy tỉnh, mỗi tỉnh được quản lý bởi một người có quyền hạn giống như tỉnh trưởng, các tỉnh này được chia thành huyện tương đương với huyện trưởng ở đầu. Đứng đầu chính quyền là Toàn quyền, được hỗ trợ bởi một tổng giám đốc tài chính..
Chính quyền đang thực hiện những thành tựu của Cách mạng ở những vùng lãnh thổ này, nhưng hầu hết không được dân chúng chấp nhận. Bình đẳng thuế không được đón nhận bởi người dân quen với các ngoại lệ dưới sự cai trị của Áo. Chế độ quân dịch bắt buộc, được giới thiệu vào ngày 15 tháng 4 năm 1811, là đối tượng của các cuộc bạo loạn Croatia và chạy trốn sang Áo hoặc đến Quần đảo Quarnero cư dân và gia đình của họ chạy trốn khỏi những con đê tiếp theo. Tôn giáo cũng là đối tượng của căng thẳng trầm trọng hơn bởi giáo sĩ người không ủng hộ việc đàn áp thuế thập phân.
Nếu Pháp hóa đặc biệt quan trọng trong giáo dục, chính quyền tôn trọng ngôn ngữ địa phương và học chúng. Chính quyền đặc biệt dựa vào giáo dục để đồng hóa dân số. Theo nghị định của ngày 4 tháng 7 năm 1810, mỗi xã phải có trường tiểu học cho nam và mỗi bang một trường tiểu học dành cho nữ. Một số trường trung học ở Pháp được lên kế hoạch với ngôn ngữ giảng dạy độc quyền tiếng Pháp, nhưng trong số bảy dự án chỉ có hai dự án được tạo ra (tại Laybach và Raguse). Một trường trung học được cài đặt trong Laybach. Nhiều người Illyria được gửi đến grandes écoles Pháp.